# Seznam nemških modnih oblikovalcev
Seznam nemških modnih oblikovalcev.

## A
- Torsten Amft

## B
- Hugo Boss

## C
- Gregor Clemens

## G
- Harald Glööckler
- Eva Gronbach

## J
- Wolfgang Joop

## K
- Heidi Klum
- Guido Maria Kretschmer

## L
- Karl Lagerfeld

## M
- Tomas Maier
- Michael Michalsky
- Rudolph Moshammer

## P
- Philipp Plein

## R
- Thomas Rath

## S
- Jil Sander

## W
- Tilmann Wröbel
- Noah Wunsch